# پیکرهای گچ‌بری سلجوقی

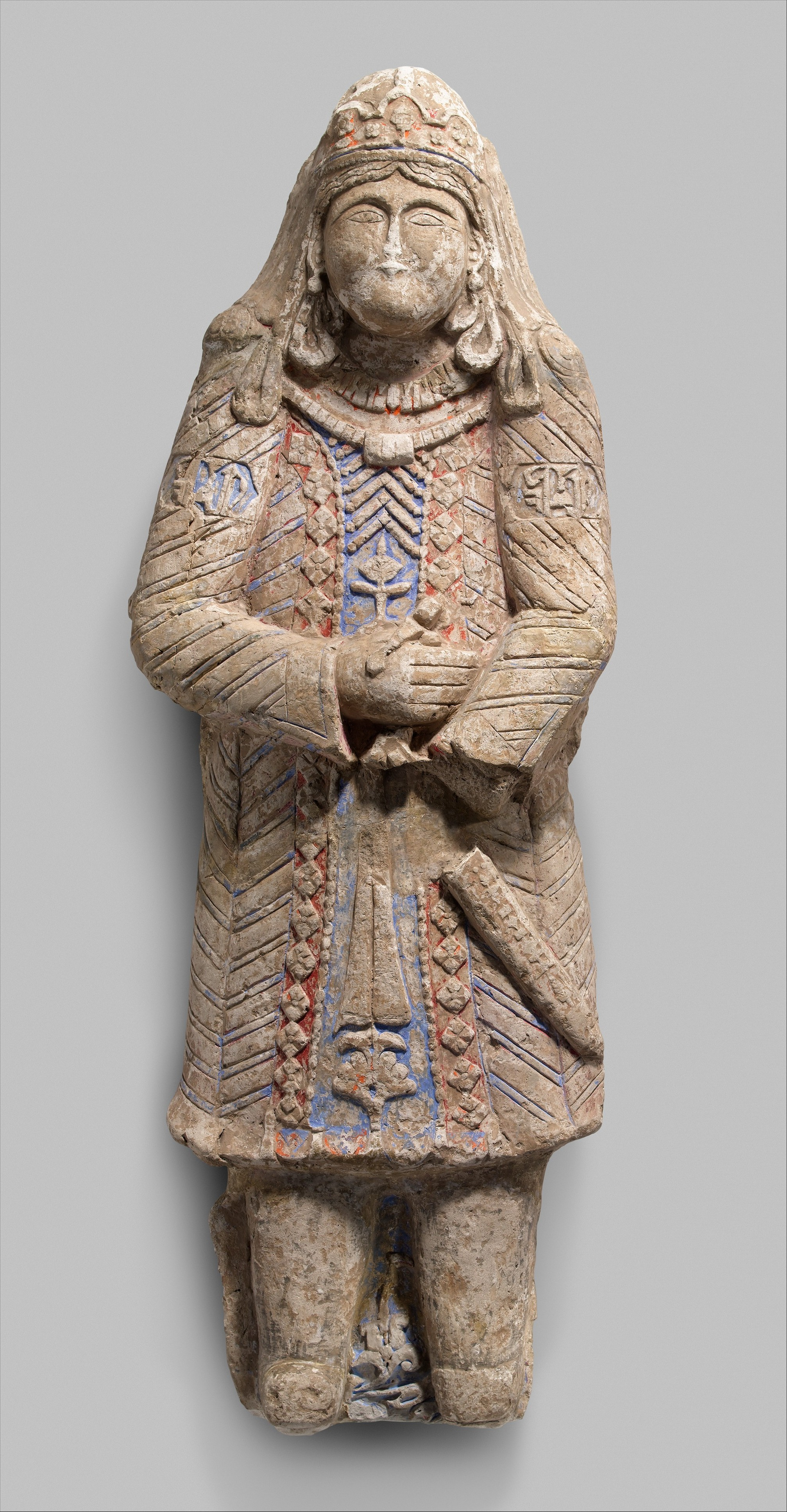
یک چهره سلطنتی سلجوقی گچ‌بری شده که در موزه متروپولیتن نیویورک به نمایش گذاشته شده‌است. این پیکر احتمالاً دیوار یک کاخ سلجوقی در قرن دوازدهم را تزئین می‌کرده‌است.

پیکرهای گچ‌بری سلجوقی پیکرهای گچ‌بری شده‌ای هستند که در قلمرو امپراتوری سلجوقی در دوران طلایی آن، بین قرن ۱۱ام تا قرن ۱۳ام میلادی، یافت شدند. این پیکرها، دیوارهای داخلی و حاشیه‌های کاخ‌های سلجوقی را به همراه سایر تزئینات گچ‌بری مزین می‌کردند. این پیکرها معمولاً با رنگ‌های روشن و طلاکاری آراسته می‌شدند. آن‌ها نمایش‌دهنده چهره‌های سلطنتی و نماد قدرت و اقتدار بودند.